# Olivia Mellegård
Olivia Mellegård (født 17. juni 1996) er en svensk håndboldspiller, der spiller i København Håndbold. Hun debuterede på det svenske landshold i 2016, i en kamp mod Polen.